# Juan José Moreno Navarro
Juan José Moreno Navarro (Madrid, 9 de març de 1961) és un catedràtic i polític espanyol, diputat a l'Assemblea de Madrid.

## Biografia
Nascut el 9 de març de 1961 a Madrid.
Llicenciat en Matemàtiques a la Universitat Complutense de Madrid (UCM), es va doctorar posteriorment en Informàtica a la Universitat Politècnica de Madrid (UPM), amb la lectura de Diseño, semántica y especificación de Babel: un lenguaje que integra la programación funcional y lógica (1989).
Catedràtic de Llenguatges i Sistemes de la UPM i president de la Societat Espanyola d'Enginyeria del Software, al desembre de 2009 va ser nomenat director general de Política Universitària pel govern de José Luis Rodríguez Zapatero, exercint el càrrec fins a 2012.
Nombre 9 de la llista del Partit Socialista Obrer Espanyol (PSOE) per a les eleccions a l'Assemblea de Madrid de maig de 2015 encapçalada per Ángel Gabilondo, va ser escollit diputar de la desena legislatura de la cambra.